# Zhongjing

Zhongjing (辽中京遗址) était la capitale centrale et l'une des cinq capitales de la dynastie Liao (916-1125), un royaume fondé par les Khitans. Ses vestiges se trouvent dans le xian de Ningcheng, province de Mongolie-Intérieure dans une plaine alluviale au bord de la rivière Laoha.
Zhongjing a été construite à partir de 1003 sous le règne de Shengzong. Son plan reprend celui de Bianjing, la capitale des Song du Nord avec trois zones concentriques, la ville extérieure, la ville intérieure et le palais impérial. La ville extérieure mesurait 4 200 mètres d'est en ouest et 3 500 mètres du nord au sud. Sa partie nord comptait un grand nombre de bureaux officiels et de temples bouddhistes. Parmi eux, le temple Daming possédait une pagode octogonale haute de 74 mètres. Sur le côté sud, la porte Zhuxia permettait d'entrer dans la ville. Elle était protégée par une petite cité défensive placée hors les murs.
Une route large de 64 mètres menait de la porte Zhuxia à la porte Yangde qui donnait sur la ville intérieure. Celle-ci, longue de 2 000 m et large de 1 500 m, n'avait pratiquement pas de bâtiments. La route la traversait jusqu'au palais impérial qu'elle atteignait à la porte Changhe. Le palais mesurait 1000 x 1 000 m. Deux tours de guet subsistent encore.
Tombée sous la tutelle des Jin (115-1234), elle est alors renommée en Beijinglu Dadingfu puis en Dadinglu sous les Yuan. Sous les Ming, ce n'est plus qu'un poste de garde qui est abandonné dès 1403.
Une série de fouilles archéologiques a été réalisée de 1956 à 1960. Ce site fait partie de la première série de sites à avoir été classés en tant que sites historiques et culturels majeurs protégés au niveau national  dès 1961 (1-160).

## Référence
- (en) Zhongjing City Site of Liao, ChinaCulture.org.